# Związek Peowiaków

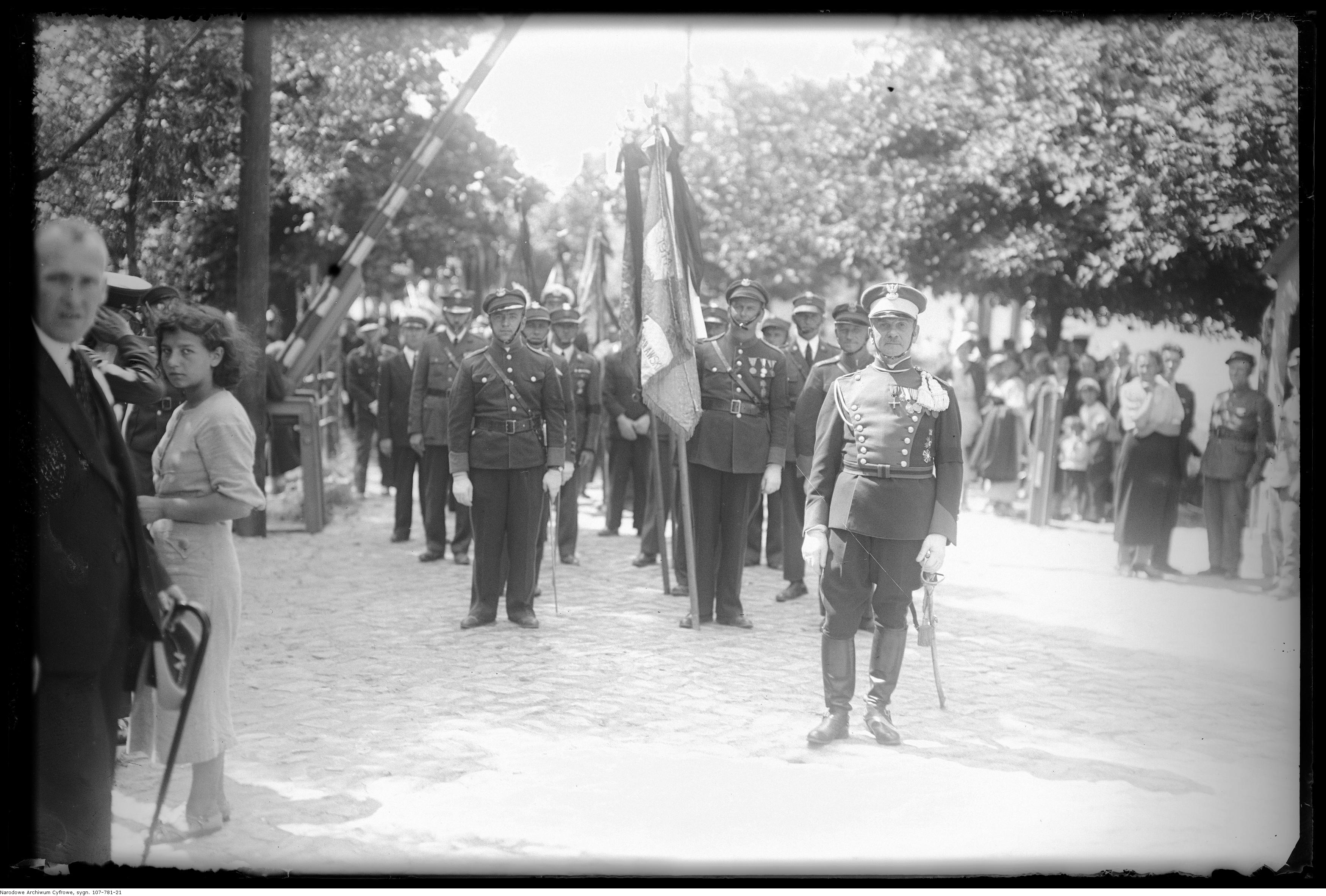
Członkowie Związku Peowiaków podczas pogrzebu gen. Gustawa Orlicz-Dreszera

Związek Peowiaków – polska organizacja kombatancka skupiająca byłych członków Polskiej Organizacji Wojskowej działająca w latach 1929–1939

## Historia
Powstała w 1929 w wyniku przekształcenia Polskiej Organizacji Wolności, której prezesem był inż. Jan Pohoski. Podczas zjazdu delegatów Polskiej Organizacji Wolności, który odbył się w dniach 8–9 grudnia 1928 w Warszawie, został przyjęty wniosek Zarządu Głównego o następującej treści: Zlikwidować Polską Organizację Wolności i stworzyć Zw[iązek] byłych członków P.O.W. oraz wybrać zarząd P[olskiej] O[rganizacji] Wolności na prawach komisji likwidacyjnej i organizacyjnej dla P[olskiej] O[rganizacji] Wojskowej. W rezultacie w dniu 17 marca 1929 odbył się w Warszawie zjazd założycielski Związku Peowiaków. Prezesem ZP został wybrany Adam Koc. 20 listopada 1932 na walnym zjeździe ZP prezesem zarządu głównego został wybrany Stefan Hubicki. Od 1935 na jej czele stał Edward Rydz-Śmigły, zaś głównymi działaczami byli wówczas Wacław Jędrzejewicz i Marian Kościałkowski. Organizacja zrzeszała byłych żołnierzy Polskiej Organizacji Wojskowej i blisko współpracowała ze Związkiem Legionistów Polskich, a także z BBWR i OZN. Związek zrzeszający wówczas ok. 23 tysięcy członków należał do Federacji Polskich Związków Obrońców Ojczyzny i był częścią obozu sanacyjnego. Zarząd główny ZP mieścił się do 1939 przy ul. Zielnej 45 w Warszawie. Organami prasowymi były czasopisma „Peowiak” i wspólnie ze Związkiem Legionistów Polskich „Żołnierz Legionów i POW”.
Odłamem Związku Peowiaków zrzeszającym kobiety był Związek Peowiaczek.